# تسوكاسا موريموتو
تسوكاسا موريموتو (باليابانية: 森本 良) (24 يونيو 1988 في آيتشي في اليابان – )؛ هو لاعب كرة قدم ياباني سابق كان يلعب كمدافع.

## وصلات خارجية
- تسوكاسا موريموتو على موقع رابطة كرة القدم اليابانية للمحترفين (اليابانية)
- تسوكاسا موريموتو على موقع قاعدة بيانات كرة القدم.إي يو (الإنجليزية)
- تسوكاسا موريموتو على موقع Soccerway.com (الإنجليزية)
- تسوكاسا موريموتو على موقع عالم كرة القدم.نت (الإنجليزية)